# Эрхофф, Кристиан
Кри́стиан Э́рхофф (нем. Christian Ehrhoff; 6 июля 1982, Мёрс, ФРГ) — немецкий хоккеист, защитник. Известен, прежде всего, как атакующий защитник с сильным катанием и снайперским броском. Серебряный призёр Олимпийских игр 2018 в составе сборной Германии.

## Биография
Перед попаданием в НХЛ Эрхофф несколько лет играл в Германии, выступая за «Дуйсбург» в Оберлиге и за «Крефельд Пингвин» в Немецкой хоккейной лиге. В 2003 году в составе «Крефельда» стал чемпионом Германии.
Выбранный под 106-м номером клубом «Сан-Хосе Шаркс» на драфте НХЛ 2001 года Эрхофф переехал в Северную Америку перед сезоном 2003/04. Защитник провёл полтора сезона в «Кливленд Баронз», фарм-клубе «Сан-Хосе» в АХЛ, до попадания в основу «Акул».
После шести сезонов игры в защите «Шаркс» Эрхофф был обменян в «Ванкувер Кэнакс» в августе 2009 года. За два сезона с клубом он дважды получил «Бэйб Пратт Трофи» как лучший защитник команды, а также помог «Кэнакс» в 2011 году выйти в финал Кубка Стэнли, где «Косатки» уступили «Бостон Брюинз».
Летом 2011 года как неограниченно свободный агент подписал 10-летний контракт на $ 40 млн с «Баффало Сэйбрз». Летом 2014 года «Баффало» выкупил контракт, и Кристиан подписал однолетний контракт с «Питтсбургом» на $ 4 млн.
Перед сезоном 2015/16 подписал однолетний контракт на $ 1,5 млн с «Лос-Анджелес Кингз», но был выставлен на драфт отказов и отправлен в АХЛ, а затем 26 февраля был обменян в клуб «Чикаго Блэкхокс» на защитника Роба Скудери.
По окончании сезона в НХЛ вернулся на родину в клуб «Кёльнер Хайе».
25 марта 2018 года объявил о завершении хоккейной карьеры.
На международной арене Эрхофф в составе сборной Германии сыграл на многочисленных турнирах, в том числе на четырёх Зимних Олимпийских играх, восьми чемпионатах мира и Кубке мира. Также выступал на Кубке мира 2016 года в составе сборной Европы и с командой неожиданно для многих дошёл до финала, в котором сборная Европы уступила в 2-х матчах Канаде.
На Олимпийских играх в Пхёнчхане завоевал серебряные награды, в финале провёл на льду 26:15 — больше всех полевых игроков.

## Статистика
| Легенда | Легенда                    | Легенда | Легенда                   | Легенда | Легенда    |
| ------- | -------------------------- | ------- | ------------------------- | ------- | ---------- |
| И       | Количество проведённых игр | Штр     | Штрафное время            | +/−     | Плюс-минус |
| Г       | Голы                       | П       | Голевые передачи          | О       | Очки       |
| -       | Статистика неизвестна      | —       | Статистика не учитывалась |         |            |

## Достижения

### Командные
| Год  | Команда          | Достижение                                               | Достижение |
| ---- | ---------------- | -------------------------------------------------------- | ---------- |
| 2002 | Германия (мол.)  | Победитель Первого дивизиона молодёжного чемпионата мира |            |
| 2003 | Крефельд Пингвин | Чемпион Германии / DEL                                   |            |
| 2018 | Германия         | Серебряный призёр Олимпийских игр                        |            |

### Личные
| Год        | Команда          | Достижение                                                        | Достижение |
| ---------- | ---------------- | ----------------------------------------------------------------- | ---------- |
| 2001, 2002 | Германия (мол.)  | Лучший защитник Первого дивизиона молодёжного чемпионата мира (2) |            |
| 2002, 2003 | Крефельд Пингвин | Участник Матча всех звёзд DEL (2)                                 |            |
| 2004       | Сан-Хосе Шаркс   | Участник Матча молодых звёзд НХЛ                                  |            |
| 2005       | Кливленд Баронз  | Участник Матча всех звёзд АХЛ                                     |            |
| 2010       | Германия         | Попадание в Сборную всех звёзд чемпионата мира                    |            |